# Arcosolio

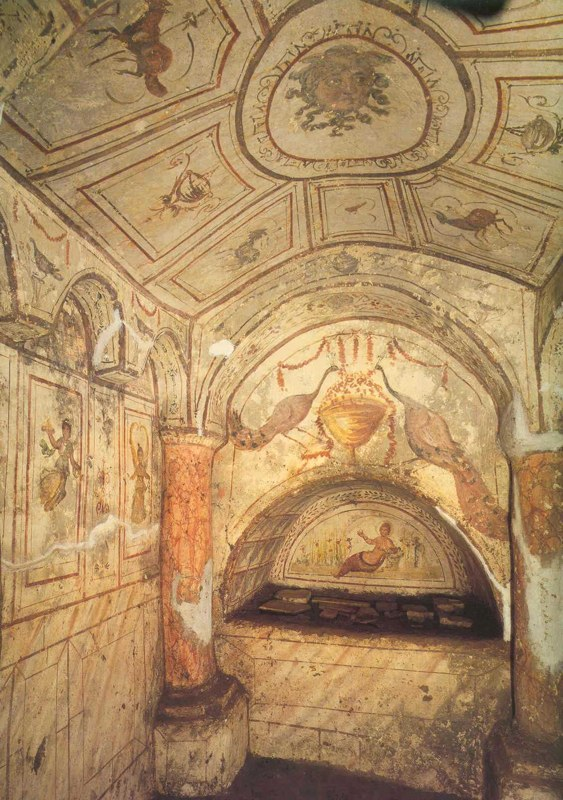
Arcosolio en el cubículo de Tellus, hipogeo de la Vía Dino Compagni, en Roma.

Arcosolio (del latín arcus, arco, y solium, sepulcro, sarcófago) es un término arquitectónico que se aplica al hueco con abovedamiento con forma de arco, usado como lugar de enterramiento ya desde los tiempos de las catacumbas. 

## Características
El arcosolio era una tumba, de forma abovedada, destinada a albergar los restos de personajes notables como los santos y los mártires. En estas tumbas, la parte más ensanchada o galería con arcosolios, servía de capilla funeraria. Las capillas solían decorarse con pinturas murales y esculturas. Se usaron frecuentemente en la Roma imperial del siglo III.
En los inicios siglo XIII, época del nuevo arte gótico, se recupera este tipo de tumbas, situándolas ahora en los muros de las iglesias. El nicho en el que se introduce el sarcófago suele tener forma de arco ojival. En el Renacimiento, desde el siglo XIV, se opta por emplear el arco de medio punto. En cuanto al sarcófago en el arcosolio, inicialmente se limita a eso, un sarcófago, pero con el tiempo se procedió a colocar sobre la tapa el bulto yacente del difunto, mayoritariamente en posición yacente pero en menor medida posición orante. En los estilos gótico flamígero, plateresco, renacentista y manierista el arcosolio se decora con profusión de detalles.
Es Domenico Fancelli el que recupera esta tipología. Un buen ejemplo de arcosolio en España es el monumento funerario de don Cardenal Diego Hurtado de Mendoza, que se encuentra en la Catedral de Sevilla. Fue realizado en Italia y trasladado y montado por piezas.
Otros buenos ejemplos de sepulcros bajo arcosolio en España, hay muchos, son los del infante Alfonso de Castilla, hermano de Isabel la Católica, que fue realizado en el siglo XV por Gil de Siloé en la Cartuja de Miraflores, y el del Doncel de Sigüenza, que se encuentra en la Catedral de Sigüenza.

## Galería de arcosolios

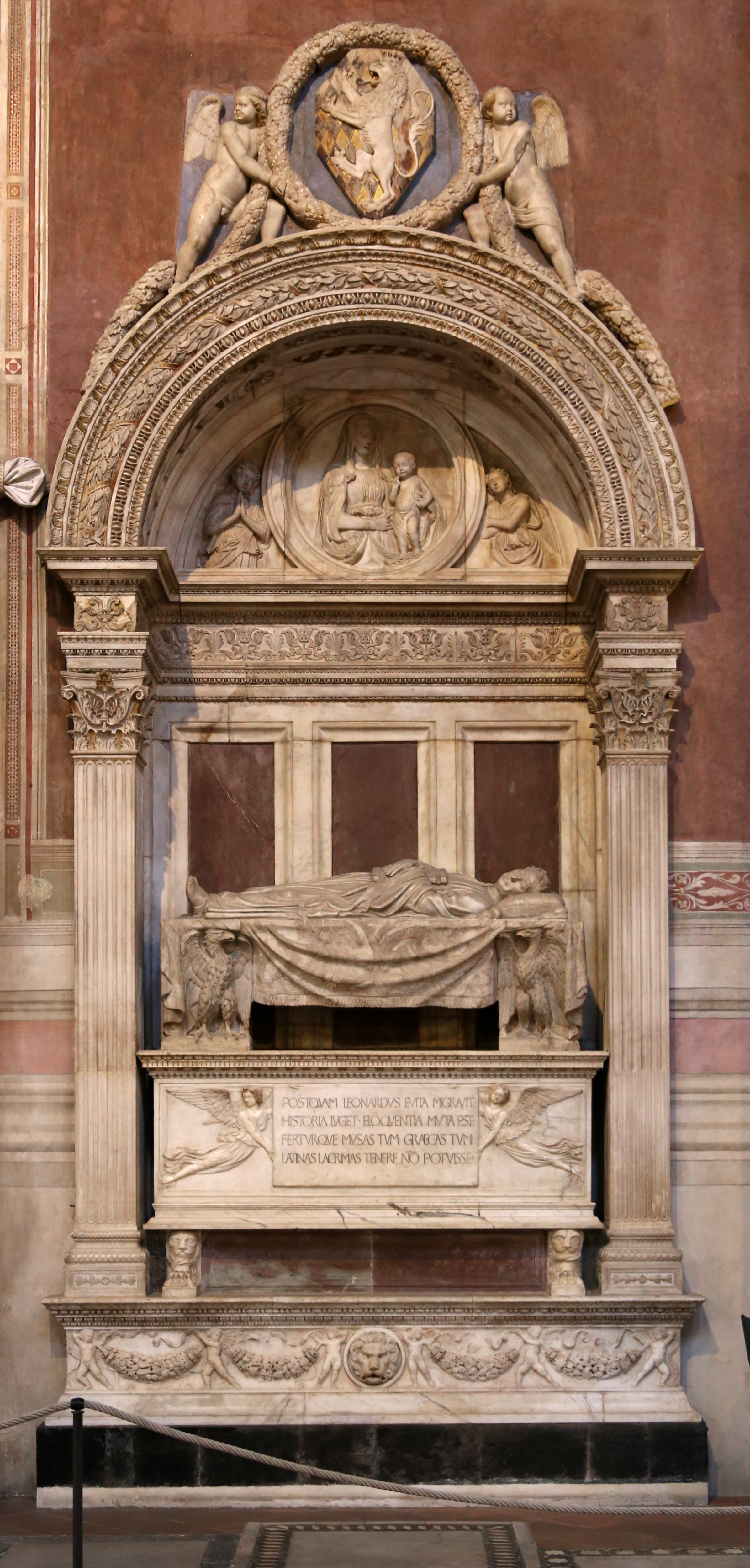
Bernardo Rossellino: Tumba en arcosolio de Leonardo Bruni.
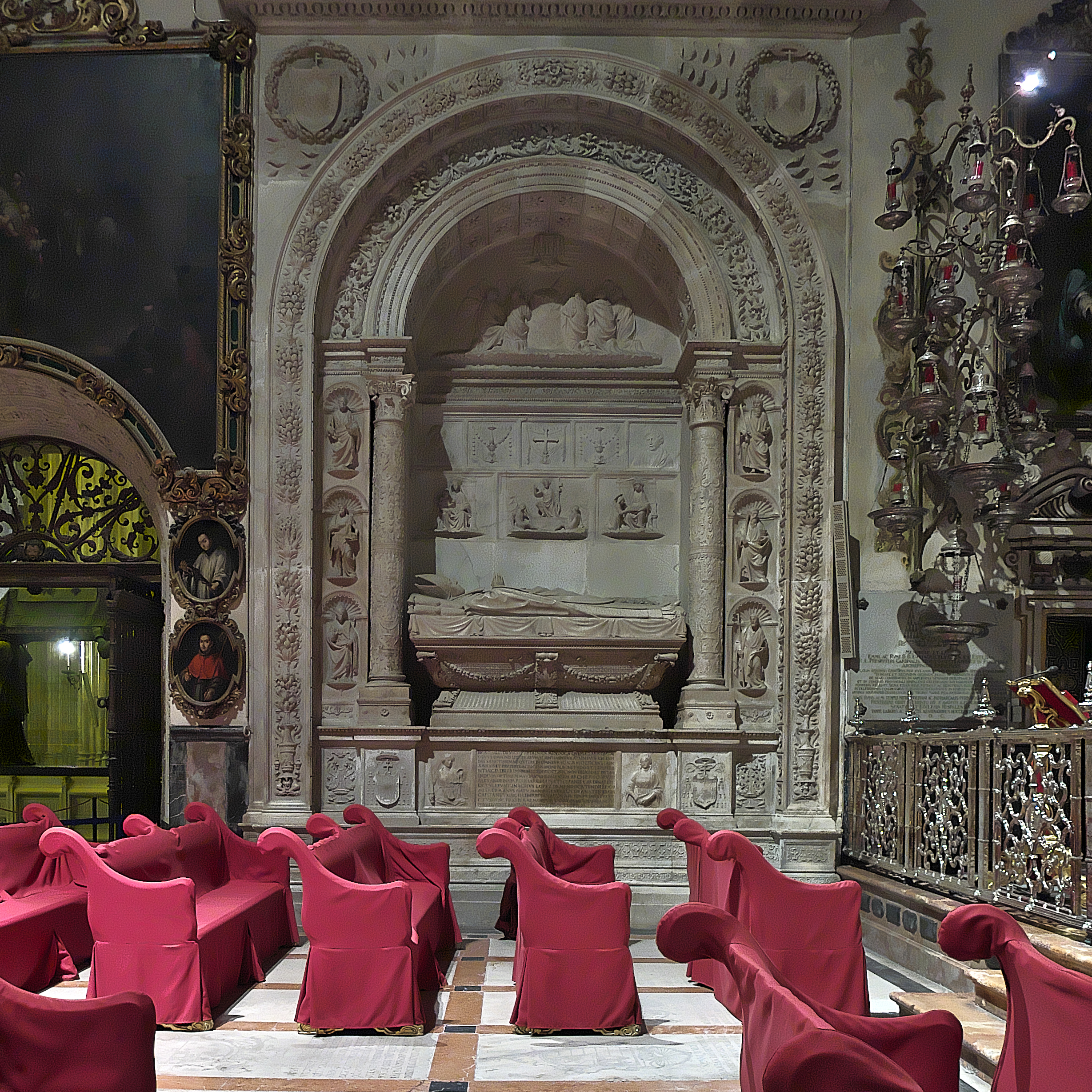
Diego Hurtado de Mendoza y Quiñones.
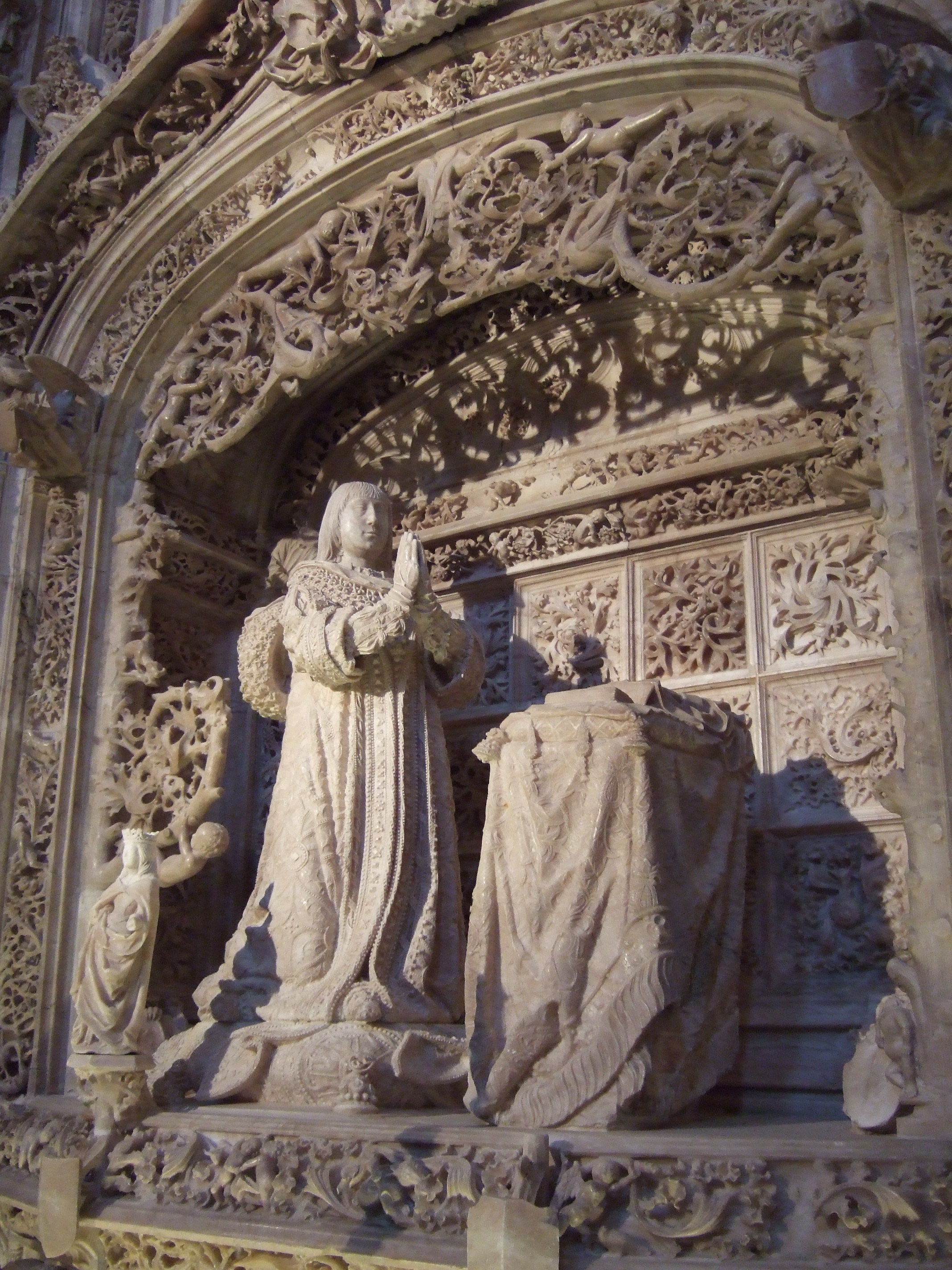
Sepulcro de Alfonso de Castilla en la Cartuja de Miraflores.
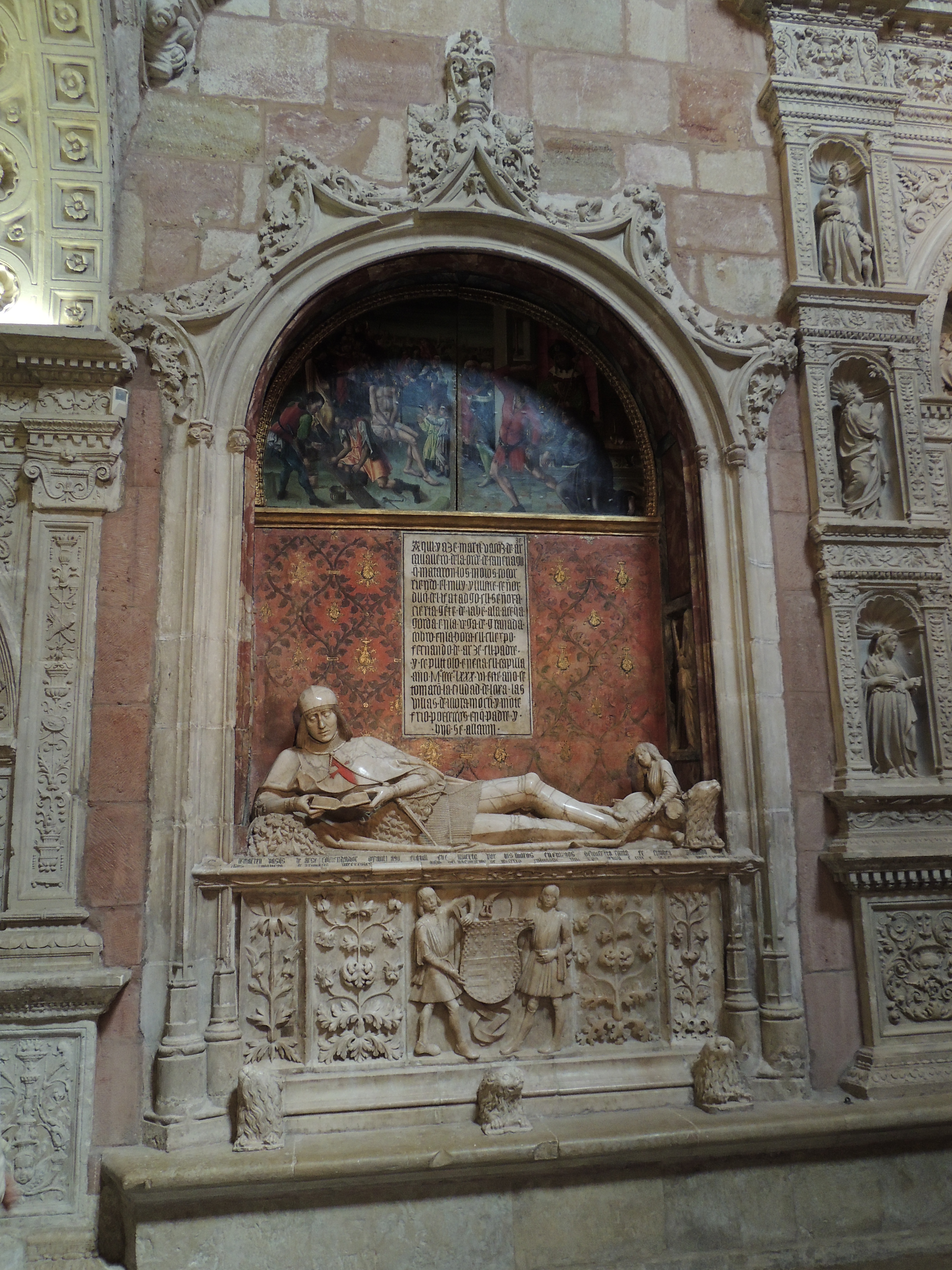
Sepulcro del Doncel de la catedral de Sigüenza. Arcosolio gótico.
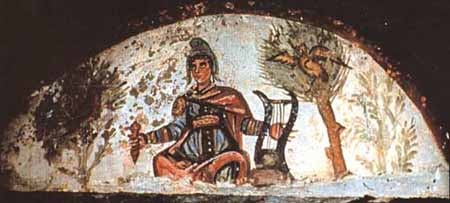
Catacumba de Marcelino: arcosolio con el mito de Orfeo, símbolo de resurrección.